# Бабіль (провінція)
Ба́біль (араб. بابل) — провінція у центрі Іраку. Названа на честь Вавилона, руїни якого розташовуються на території провінції. Площа — 6 468 км², населення — 1 820 700 осіб (2011). Адміністративний центр — місто Хілла. Інші великі міста — Ель-Мусаїб, Іскандарія, Махавіл, Ель-Касім, Ель-Хашим, Ель-Мадхатія, Саддат-ель-Гінді.

## Округи
- Махавіл
- Ель-Мусаїб
- Ель-Хашима
- Ель-Хілла